# Rousson (Gard)
 Rousson  es una población y comuna francesa, situada en la región de Languedoc-Rosellón, departamento de Gard, en el distrito de Alès y cantón de Alès-Nord-Est.

## Demografía
| 1232 | 1389 | 1719 | 2271 | 3164 | 3019 | 4106 |
| Para los censos de 1962 a 1999 la población legal corresponde a la población sin duplicidades (Fuente: INSEE [Consultar]) |      |      |      |      |      |      |